# الوافي بالوفيات
أضخم مؤلفات الصَّفَدي، وأوفى الكتب المؤلفة في الإسلام في تراجم الرجال، وضعه الصفدي في ثلاثين مجلدة، وهو يأتي في المرتبة الثانية من ناحية الحجم بعد كتابه: التذكرة الصفدية أو التذكرة الصلاحية، الذي ما يزال مخطوطًا وهو كتابٌ كبيرٌ في التاريخ واللغة والأدب، وقد أشار الصَّفدي في أعيان العصر وأعوان النصر إلى المجلد السادس والأربعين منه، وأحال عليه.
وقد جاءت تراجم الكتاب ممتدة زمانيًا، إذ تبدأ بما قبل الإسلام، وتنتهي ببعض من عاش في القرن الثامن الهجري، أي من الذين عاصرهم الصفدي، كما استوعبت التراجم مساحات مكانية واسعة، من أقصى الشرق إلى أقصى الغرب. وعلى كتاب الوافي ألف ابن تغري بردي كتابه (المنهل الصافي والمستوفى بعد الوافي) ليكون ذيلاً للوافي، من سنة 650هـ إلى آخر أيام ابن تغري بردي سنة 874هـ.

## منهج الكتاب
ذكر الصفدي في مقدمة كتابه سبب تأليف الكتاب، قال:
| الوافي بالوفيات | وَوجدت النَّفس تستروح إِلَى مطالعة أَخْبَار من تقدم ومراجعة آثَار من خرب ربع عمره وتهدم ومنازعة أَحْوَال من غبر فِي الزَّمَان وَمَا ترك للشعراء من متردم إِذْ هُوَ فن لَا يمل من أثارة دفائن دفاتره وَلَا تبل جوانح من الفه إِلَّا بمواطن مواطره كم من نَاظر اجتنى زهراً ناضراً من أوراقه000 | الوافي بالوفيات |

وبَسَطَ الصفدي في من ترجم لهم قائلًا:
| الوافي بالوفيات | فَأَحْبَبْت أَن أجمع من تراجم الْأَعْيَان من هَذِه الْأمة الْوسط وكملة هَذِه الْملَّة الَّتِي مد الله تَعَالَى لَهَا الْفضل الأوفى وَبسط ونجباء الزَّمَان وأمجاده ورؤوس كل فضل واعضاده وأساطين كل علم وأوتاده وأبطال كل ملحمة وشجعان كل حَرْب وفرسان كل معرك لَا يسلمُونَ من الطعْن وَلَا يخرجُون عَن الضَّرْب مِمَّن وَقع عَلَيْهِ اخْتِيَار تتبعي واختباري ولزنى إِلَيْهِ اضطرام تطلبي واضطراري مَا يكون متسقا فِي هَذَا التَّأْلِيف دره منتشقا من روض هَذَا التصنيف زهره فَلَا أغادر أحدا من الْخُلَفَاء الرَّاشِدين وأعيان الصَّحَابَة وَالتَّابِعِينَ والملوك والأمراء والقضاة والعمال والوزراء والقراء والمحدثين وَالْفُقَهَاء والمشايخ والصلحاء وأرباب الْعرْفَان والأولياء والنحاة والأدباء وَالْكتاب وَالشعرَاء والأطباء والحكماء والألباء والعقلاء وَأَصْحَاب النَّحْل والبدع والآراء وأعيان كل فن اشْتهر مِمَّن اتقنه من الْفُضَلَاء من كل نجيب مجيد ولبيب مُفِيد. | الوافي بالوفيات |

## ترتيب الكتاب ومنهجه
جاء ترتيب الكتاب على نسق تأليفات المؤلفين المعاصرين والمتقدمين من الصفدي، قال:
| الوافي بالوفيات | وَجعلت ترتيبه على الْحُرُوف وتبويبه وتذهيب وَضعه بذلك وتهذيبه على أنني ابتدأت بِذكر سيدنَا مُحَمَّد رَسُول الله صلى الله عَلَيْهِ وَسلم إِذْ هُوَ الَّذِي أَتَى بِهَذَا الدّين الْقيم وسراجه وهاج وَصَاحب التَّنْبِيه على هَذِه الشرعة والمنهاج فاذكر تَرْجَمته مُخْتَصرا وأسرد أمره مُقْتَصرا. | الوافي بالوفيات |

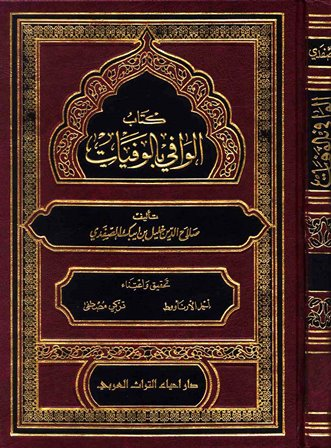
الوافي بالوفيات طبعة دار إحياء التراث العربي

ثم قال بعد حين: «ثمَّ أذكر البَاقِينَ من حرف الْألف إِلَى الْيَاء على توالي الْحُرُوف وأتيت فِي كل حرف بِمن جَاءَ فِيهِ من الْآحَاد والعشرات والمئين والألوف بِشَرْط أَن لَا أدع كميت الْقَلَم يمرح فِي ميدان طرسه إِذا أجررته رسنه وَلَا أكون إِلَّا من الَّذين يَسْتَمِعُون القَوْل فيتبعون أحْسنه الزمر وَلَا أغدو إِلَّا مِمَّن يلغي السَّيئَة وَيذكر الحسنة»، ثم أردف قائلًا: «وَقد قدمت قبل ذَلِك مُقَدّمَة فِيهَا فُصُول فوائدها مهمة وقواعدها يملك الْفَاضِل بهَا من الاتقان أزمة تتنوع الإفادة فِيهَا، ثمَّ إِنِّي أعقد لكل اسْم بَابا يَنْقَسِم إِلَى فُصُول بِعَدَد حُرُوف المعجم تتَعَلَّق الْحُرُوف فِي الْفُصُول بأوائل أَسمَاء الْآبَاء ليتنزل كل وَاحِد فِي مَوْضِعه ويشرق كل نجم فِي هَذَا الْأُفق من مطلعه فَلَا يعدو أحدهم مَكَانَهُ وَلَا يرفع هَذَا تمسك تنسك وَلَا يخْفض ذَاك جِنَايَة خِيَانَة وَلَا يتَأَخَّر هَذَا لمهابط مهانة وَلَا يتَقَدَّم ذَاك لمكارم مكانة وَقد سميته الوافي بالوفيات».

## محتوى الكتاب
الكتاب يترجم لمن حدثت وفاته قبل سنة 764هـ، وهي سنة وفاة المؤلف، وهذا في الغالب، وليس شرطا دائمًا، بل إنه يتخلف أحيانًا في بعض التراجم.. ويضم أكثر من أربعة عشر ألف ترجمة، وكثير منها لا يُعرف لها مصدر آخر غيره، كما يضم الكتاب الكثير من النكت العلمية والأدبية؛ في التاريخ، والنحو، والبلاغة، والفقه، والطبّ، وغيرها.

## طبعات الكتاب
هناك طبعتان صدرتا لكتاب (الوافي بالوفيات)، وهما:
1. طبعة دار إحياء التراث العربي بتحقيق أحمد الأرناؤوط، وتركي مصطفى، سنة النشر: 2000، عدد المجلدات: 29
2. الطبعة الألمانية بعناية هلمون ريتر، طبعتها جمعية المستشرقين الألمانية بعناية من المحققين، 1991م

## وصلات خارجية
- http://alwaei.gov.kw/Site/Pages/ChildDetails.aspx?PageId=500&Vol=595
- http://www.alwaraq.net/Core/index.jsp?option=1